# Kurt Baluses
Kurt Baluses (* 30. Juni 1914 in Allenstein/Ostpreußen; † 28. März 1972 in Ludwigsburg) war ein Fußballspieler und -trainer, der im Premierenjahr der Fußball-Bundesliga 1963/64 den VfB Stuttgart trainierte.

## Spielerkarriere
Der ehemalige Auswahlspieler (1935–42) von Ostpreußen und Mannschaftskapitän begann seine Spielerlaufbahn beim SV Allenstein im Ermland und setzte sie dann beim VfB Königsberg bis Kriegsende fort. Mit Königsberg wurde er als linker Außenläufer oder Stopper in den Jahren 1940–1944 fünfmal hintereinander Gaumeister von Ostpreußen und nahm deshalb auch in diesen Jahren an den Endrundenspielen um die deutsche Meisterschaft teil. Bereits im Jahre 1938 war er Teilnehmer an einem 14-tägigen Sichtungslehrgang für Nationalspieleraspiranten unter Reichstrainer Sepp Herberger in Duisburg.
Nach Ende des Zweiten Weltkriegs verschlug es ihn nach Schleswig-Holstein. Dort schloss er sich 1945 zunächst für eine kurze Zeit Holstein Kiel an, wechselte aber bald (wahrscheinlich zusammen mit Kurt Lingnau Anm. 2) zum Eckernförder SV, für den er – die meiste Zeit als Spielertrainer – von 1945 bis 1947 in der zunächst nach dem Krieg als höchste Spielklasse eingeführten Bezirksmeisterschaftsliga spielte. Mit dem Eckernförder SV wurde Baluses 1946 vor Holstein Kiel Bezirksmeister und gelangte 1946 und 1947 in die Endspiele um die Schleswig-Holsteinische Meisterschaft. Die Teilnahme an der norddeutschen Fußballmeisterschafts-Endrunde, für die er sich mit dem Eckernförder SV 1946 eigentlich qualifiziert hatte, verhinderte eine Entscheidung des damals zuständigen Bezirksverbandes, Holstein Kiel statt des Eckernförder SV zu nominieren, woraufhin letztlich die britische Militärregierung u. a. diesen Bezirksverband auflöste und den Vorstand von Holstein Kiel auf Lebenszeit sperrte. Baluses wurde wie Fritz Langner, der die übrige Zeit in dieser Saison Spielertrainer der Eckernförder war, aber um die Früchte erster Trainerarbeit gebracht.
Danach wechselte Baluses – nach einzelnen Angaben mit einer kurzzeitigen Zwischenstation bei Rot-Weiß Niebüll Anm. 1 – in die Kreisstadt Itzehoe und feierte mit dem dortigen Itzehoer SV als Spielertrainer und Mannschaftskapitän viermal die Meisterschaft von Schleswig-Holstein und 1949/50 den Aufstieg in die Fußball-Oberliga Nord. Der 36-Jährige absolvierte in der Oberliga-Runde 1950/51 für den ISV 29 Spiele, den sofortigen Abstieg konnte er aber nicht verhindern. Mit zwei Spielern spielte Baluses zusammen beim VfB Königsberg, in der ostpreußischen Auswahlmannschaft, beim Eckernförder SV und beim Itzehoer SV: Kurt Lingnau und Kurt Krause; mit Erwin Scheffler spielte er darüber hinaus zusammen beim VfB Königsberg, in der ostpreußischen Auswahlmannschaft, beim Itzehoer SV und möglicherweise auch bei Rot-Weiß Niebüll.
Der Eckernförder SV und der Itzehoer SV waren gleichzeitig Baluses erste Trainerstationen als Spielertrainer. Spielertrainer war er bei den Eckernfördern möglicherweise nochmals 1953/54. Im Sommer 1954 bekam er erstmals die Chance, bei einem großen Club in der Oberliga das Traineramt zu übernehmen, und verließ deshalb Schleswig-Holstein und zog in den Westen zum 1. FC Köln.

### Stationen
- SV Allenstein
- VfB Königsberg (1936–1944)
- Holstein Kiel (1945)
- Eckernförder SV (1945–1947 und n. A. auch 1953/54[2])
- Itzehoer SV (1948–1952)

## Trainerkarriere

### 1. FC Köln (1954/55)
Die Runde 1954/55 brachte für den 1. FC Köln wie auch für Baluses nicht den erhofften Erfolg. Trotz namhafter Spieler wie Herbert Dörner, Paul Mebus, Josef Röhrig, des „Weltmeisters“ Hans Schäfer und Georg Stollenwerk ergab sich nur das negative Punktekonto von 29:31 Punkten, womit die „Geißböcke“ auf dem 7. Platz einkamen. Baluses wurde in Köln nach nur einer Saison von Hennes Weisweiler abgelöst.

### Eintracht Braunschweig (1956–1960)
Die zweite Chance bekam er 1956/57 in der Oberliga Nord in der Welfenstadt Braunschweig bei der dortigen Eintracht. Er erinnerte sich an einen chancenlosen Reservisten des 1. FC Köln und holte als neuen Torhüter Hans Jäcker nach Niedersachsen, der auf Anhieb alle 30 Spiele für die Eintracht bestritt. Der gleiche siebte Platz wie in Köln war das Ergebnis seiner ersten Runde bei seinem neuen Arbeitgeber – nur dass hier Verein, Spieler und Anhänger mit dem Erreichten zufrieden waren. In der zweiten Saison schossen Ernst-Otto Meyer und Werner Thamm die Mannschaft von Kurt Baluses auf den 2. Rang und damit in die Endrunde um die deutsche Meisterschaft. Im Jahre der Fußball-Weltmeisterschaft 1958 in Schweden wurde die Endrunde verkürzt und ohne Rückspiele ausgetragen. Die Spiele gegen den FC Schalke 04 und den Karlsruher SC wurden verloren, nur gegen Tennis Borussia Berlin konnte man gewinnen. In den zwei nächsten Runden reichte es nicht mehr zum Einzug in die Endrunde. Die zukunftsträchtige Erweiterung des Kaders gelang Baluses mit dem Einbau der Spieler Wolfgang Brase, Joachim Bäse, Klaus Meyer, Jürgen Moll und Walter Schmidt dagegen aber sehr gut. „Hennes“ Jäcker: „Der Kern der Mannschaft wurde von ihm nach und nach geholt und spielte jahrelang zusammen. Wir waren ein vorwiegend kämpferisch eingestelltes Team mit hervorragender Kameradschaft, das war unsere Stärke. Baluses hat damals gesät, was die Eintracht Jahre später erntete.“ (zitiert nach Jens Reimer Prüß (Hrsg.): Spundflasche mit Flachpaßkorken: Die Geschichte der Oberliga Nord 1947–1963. 1. Auflage. Klartext Verlag, Essen 1991, ISBN 3-88474-463-1.). Seine Zeit bei Eintracht Braunschweig dürfte aber offenbar von Querelen geprägt gewesen sein; nach seinem Ausscheiden dort umrahmte Baluses das Wort „Eintracht“ im Vereinsnamen fortan genüsslich mit Anführungsstrichen.

### VfB Stuttgart (1960–1965)
Zur Runde 1960/61 wurde er Nachfolger von Georg Wurzer beim VfB Stuttgart. Das sportliche Erbe des Meistertrainers der Jahre 1950 und 1952 sowie der VfB-Pokalerfolge von 1954 und 1958 war nicht einfach. Der Weg an die Spitze der Fußball-Oberliga Süd glückte in den restlichen drei Jahren bis 1963 nicht. Für die neue Fußball-Bundesliga 1963/64 wurde deshalb im Schwabenland personell aufgerüstet. Die verlorenen Söhne Rolf Geiger (AC Mantua) und Erwin Waldner (SPAL Ferrara) wurden heimgeholt und dazu noch Hans Arnold vom VfR Mannheim und Gerd Menne vom FSV Frankfurt verpflichtet. Diese Aktivitäten zahlten sich aus, Baluses konnte mit den Stuttgartern in der sportlich ungleich besseren Bundesliga den 5. Rang belegen.
Geiger blühte nochmals auf, Klaus-Dieter Sieloff startete zu einer beachtlichen Karriere. Beide VfB-Spieler wurden von Bundestrainer Sepp Herberger zu seinem Abschiedsspiel am 7. Juni 1964 in Helsinki gegen Finnland in die Nationalmannschaft berufen. Zur zweiten Runde der Bundesliga glückte die Transferpolitik aber nicht. Helmut Huttary (Hessen Kassel) und Helmut Siebert (Ulm 1846) konnten nicht auf Anhieb den Wechsel aus der Regionalliga in die Bundesliga bewältigen. Lediglich der kopfballstarke Hartmut Weiß (TSV Bernhausen), der aus dem Amateurlager kam, überraschte mit seinen neun Treffern in 15 Einsätzen.
Am Ende schließlich lehnten die Lizenzspieler des VfB Stuttgart in einem Brief an den Vorsitzenden Dr. Fritz Walter eine weitere Zusammenarbeit mit Baluses ab.  Am 24. Februar 1965 wurde Kurt Baluses entlassen, der VfB Stuttgart stand mit 18:26 Punkten auf dem 11. Tabellenplatz. Man setzte auf den redegewandten Rudi Gutendorf und hoffte, durch ihn Anschluss an die Bundesligaspitze zu finden. Baluses hatte dadurch Zeit, sich auf sein nächstes Engagement bei den Offenbacher Kickers vorzubereiten, wo er ab der Runde 1965/66 wirkte.

### Kickers Offenbach (1965–1968)
Die Elf vom Bieberer Berg war zusammen mit Alemannia Aachen „Opfer“ der Nichtnominierung zur Bundesliga 1963/64 gewesen. Die zwei dritten Plätze in den beiden ersten Jahren der Regionalliga Süd 1964 und 1965 verstärkten noch den Druck auf den neuen Trainer, den OFC mit aller Kraft in die Bundesliga zu führen. Das Präsidium konnte aber das große Stürmertalent Sigfried Held nicht am Main halten, der bei Borussia Dortmund unterschrieb. Der gewissenhafte Arbeiter Baluses brachte die Hessen 1966 in die Aufstiegsrunde, konnte aber leistungsmäßig nicht mit dem Aufsteiger Fortuna Düsseldorf mithalten. In der zweiten Runde holte er den Meistertitel im Süden und verpasste den Aufstieg nur knapp gegen Alemannia Aachen. Zur dritten Saison 1967/68 glückte die personelle Kaderbestückung mit Dieter Fern, Ferdinand Heidkamp, Egon Schmitt und Roland Weida nachhaltig. Dadurch ist die Entlassung von Kurt Baluses im März 1968 nach einer kurzen Schwächephase durch den impulsiven Präsident Horst-Gregorio Canellas, zumindest im Ansatz nachvollziehbar. Der Kader war gegenüber den Vorjahren besser, der Aufstieg musste einfach gelingen, so war die Meinung in Offenbach. Tatsächlich stieg der OFC im Juni 1968 auch in die Bundesliga auf. Ob dies nur wegen der Trainerentlassung möglich war, ist rein spekulativ. Die Bilanz von Baluses in Offenbach ist mit seinem zweimaligen Einzug in die Aufstiegsrunde dennoch beachtenswert. Der Mann aus Ostpreußen wurde im Süden heimisch, er wechselte zur Runde 1968/69 zum Bundesligaabsteiger Karlsruher SC.

### Karlsruher SC (1968–1971)
Anfang Juni 1968 richtete der neuverpflichtete Trainer des KSC an jeden seiner neuen Schützlinge ein Schreiben worin er auch Verhaltensweisen für die trainingsfreie Übergangsphase ansprach: „Jeder sollte sich schon jetzt darüber im klaren sein, dass er sich in bester gesundheitlicher und körperlicher Verfassung und mit normalen Wettkampfgewicht zum Eröffnungstraining einzufinden hat, um sich den mühevollen Kampf gegen überflüssige Pfunde zu ersparen. Deshalb rate ich, die jetzt eintretende Spielpause entsprechend zu nutzen, sie aber auch zur Ausheilung alter Verletzungen und sonstiger körperlicher Schäden bzw. Beschwerden in Anspruch zu nehmen. Hütet Euch vor Verletzungen durch Unachtsamkeit!“
Er übernahm einen Absteiger, der in den Heimspielen der letzten Bundesligasaison 1967/68 auf lediglich 14:20 und in den Auswärtsspielen auf indiskutable 3:31 Punkte gekommen war und in dieser Spielzeit mit Frantz, Gawliczek, Widmayer und Termath vier Trainer verschlissen hatte. Da auch bei den Abgängen vor Beginn der Runde 1968/69 mit Jürgen Rynio und Klaus Zaczyk (beide zum 1. FC Nürnberg) zwei der wenigen Leistungsträger den Wildpark verließen und daneben auch noch der Ex-Nationalspieler Günter Herrmann (FC Sion) und der französische Flügelstürmer Gérard Hausser (FC Metz) den Verein wechselten, konnte schon von einem Substanzverlust die Rede sein. Bei seinem Amtsantritt erklärte der neue Trainer: „Mich hat die Aufgabe als solche gereizt, eine Mannschaft zu übernehmen, die vor einem Absturz gerettet werden muss. Ein Gesunder braucht keinen Arzt, und ein Arzt kann seine Fähigkeiten nur an einem Kranken beweisen.“ Baluses gelang es aber trotz dieser Widrigkeiten, den KSC als Meister der Regionalliga Süd in die Aufstiegsrunde 1969 zu führen. Während der Saison verkraftete er auch noch den Karriereabschluss von Arthur Dobat (nur noch sieben Spiele) und den fast völligen Ausfall des Mittelfeldrenners Willi Dürrschnabel (3 Spiele), wobei der Einbruch des 23-jährigen UEFA-Jugendauswahlspieler von 1963, der noch im Vorjahr in der Bundesliga zu 26 Einsätzen mit zwei Toren gekommen war, völlig überraschend kam. In der Aufstiegsrunde konnten die Mannen um Abwehrchef Jupp Marx und Spielmacher Horst Wild aber nichts gegen Rot-Weiss Essen ausrichten. Kapitän Marx hielt große Stücke auf den neuen Trainer: „Er verstand es glänzend, der Mannschaft wieder Selbstvertrauen zu geben und wieder innere Ruhe einkehren zu lassen.“
Es folgten 1970 und 1971 zwei Vizemeisterschaften und vor allem in der Aufstiegsrunde 1970 das sehr knappe Scheitern mit 11:5 zu 12:4 Punkten gegenüber Arminia Bielefeld. Das Team von Kurt Baluses der Runde 1969/70 hatte die beste Substanz. Offenbach wurde mit 59:17 zu 58:18 Punkten vor dem KSC in der Regionalliga Meister, setzte sich in der Aufstiegsrunde durch und gewann am 29. August 1970 auch mit 2:1 Toren den DFB-Pokal. Mit einem 1:2 verspielte Karlsruhe am ersten Auswärtsspiel der Aufstiegsrunde beim VfL Osnabrück (der VfL holte insgesamt vier Punkte) den Aufstieg. Nach der zweiten Vizemeisterschaft 1971 überraschte das Präsidium des KSC: Fünf Tage vor dem ersten Spiel der Aufstiegsrunde wurde der Trainer, der dreimal in Folge Karlsruhe in die Aufstiegsrunde gebracht hatte, am 21. Mai 1971 entlassen. Von einer Leistungsexplosion war dann nichts zu sehen, der VfL Bochum zog einsam seine Bahn und stieg in die Bundesliga auf, der KSC hatte gegen Hans Walitza und Co. keine Aufstiegschance.
Baluses hatte eine eigene Meinung zur Funktion des Managers wie auch zum Profitum (1970). Einen Manager lehnte er grundsätzlich ab: „Dessen Aufgaben gehören in den Bereich des Trainers, wenn er nicht die Übersicht über das Ganze verlieren will. Bei der heutigen Entwicklung ist es notwendig, dass der Cheftrainer beide Aufgaben erfüllt. Nur eine straffe Führung bietet Gewähr für den Erfolg!“ Über das Vollprofitum bemerkte er: „Es ist sicherlich richtig, wenn die Spieler mindestens halbtags ihrer Arbeit nachgehen, denn nur Fußball allein stumpft ab!“

### Spvgg 07 Ludwigsburg (1971/72)
Der 57-Jährige übernahm zur Runde 1971/72 den schwäbischen Aufsteiger SpVgg Ludwigsburg in der Regionalliga Süd. Herausragend war der 5:1-Heimsieg der Ludwigsburger in der Vorrunde am 3. Oktober 1971 gegen den 1. FC Nürnberg. In seinem letzten Spiel nur zwei Tage vor seinem Tod betreute Kurt Baluses Ludwigsburg bei deren 1:2 am 26. März 1972 beim 1. FC Schweinfurt 05.